# Свободненский уезд
Свободненский уезд — уезд в Амурской губернии, существовавший в 1922—1926 годах. Центр — город Свободный.
Был образован в 1922 году. 4 января 1926 году Амурская губерния и все её уезды были упразднены.
По данным на 1 января 1926 года в уезд входило 7 волостей:
- Зейская. Центр — город Зея
- Мазановская. Центр — село Мазаново
- Рухловская. Центр — станция Рухлово
- Свободненская. Центр — город Свободный
- Тыгдинская. Центр — село Тыгда
- Шимановская. Центр — село Шимановское
- Экимчанская. Центр — село Экимчан[1]